# Foulsham
Foulsham er en landsby i Norfolk i England, der fik en del opmærksomhed i 1990'erne for sin overdådige julebelysning. Dette medførte at stedet fik besøg af så mange nysgerrige, at der opstod kaos på vejene og lysene måtte derfor til sidst fjernes.
Under 2. verdenskrig var basen RAF Foulsham vært for No. 100 Group RAF, en specialenhed under RAF Bomber Command, som drev elektronisk krigsførelse.
52°46′50″N 1°00′38″Ø / 52.7806°N 1.0106°Ø